# Serravalle a Po
Serravalle a Po est une commune italienne de la province de Mantoue, dans la région Lombardie.

## Histoire
Depuis le congrès de Vienne (1815) jusqu'en 1866, la commune de SERRAVALLE fait partie de la monarchie autrichienne (royaume de Lombardie-Vénétie), gouvernement de Vénétie.

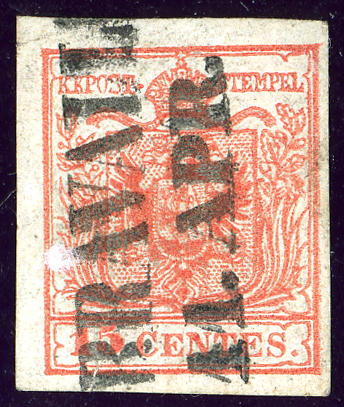
Timbre du Royaume lombardo-vénitien de 1850, 15 centesimi oblitéré à SERRAVALLE

## Administration
| Période                                  | Période | Identité | Étiquette | Qualité |
| ---------------------------------------- | ------- | -------- | --------- | ------- |
|                                          |         |          |           |         |
| Les données manquantes sont à compléter. |         |          |           |         |

### Hameaux
Castel Trivellino, Libiola, Torriana Po

### Communes limitrophes
Gazzo Veronese, Ostiglia, Pieve di Coriano, Quingentole, Revere, Sustinente